# Palandöken Belediyesi Spor Kulübü
Il Palandöken Belediyesi Spor Kulübü fu una società di pallavolo maschile turca, con sede a Erzurum.

## Storia
Il Palandöken Belediyesi Spor Kulübü viene fondato nel 1988, militando per oltre vent'anni nelle categorie minori del campionato turco, finché nel 2013 il club viene ripescato in Voleybol 2. Ligi. Nella stagione 2013-14 il club si classifica al terzo posto in regular season, raggiungendo la finale dei play-off promozione, dove termina in quarta posizione; tuttavia usufruisce di un nuovo ripescaggio nell'esteta del 2014, raggiungendo così la Voleybol 1. Ligi.
Nel campionato 2014-15 fa il suo esordio nella massima divisione turca, classificandosi all'undicesimo posto e retrocedendo al termine dei play-out. Dopo quattro annate in serie cadetta, al termine del campionato 2018-19 interrompe le proprie attività.